# Лихошерстов, Вадим Викторович
Вадим Викторович Лихошерстов (род. 23 января 1989 года, Харьков) — российский волейболист, центральный блокирующий. Мастер спорта. С 2024 года игрок-любитель

## Достижения
- Обладатель Кубка вызова (2017)
- Чемпион Украины (2007, 2009, 2010, 2011, 2012)
- Обладатель Суперкубка России (2018, 2021, 2022)
- Обладатель Кубка России (2018, 2019, 2020)
- Чемпион России (2021, 2022)
- Серебряный призёр Чемпионата России (2019, 2023, 2024)
- Обладатель Кубка ЕКВ (2020/21)
- Серебряный призёр Лиги чемпионов (2019)
- Бронзовый призёр клубного чемпионата мира (2019)
- Заслуженый игрок чемпионата Хард B лиги квл (2024)